# Німфо
Німфо (англ. Nymphs) — український фільм-еродрама режисера Олега Борщевського. Перша українська еротична стрічка про перенесення у просторі за допомогою оргазму.

## Інформація

### Синопсис
Спрагла до кохання і щира від природи героїня виявляє незвичайну властивість свого організму: у момент оргазму її тіло зникає і переноситься у просторі у непередбачуване місце. Вона потрапляє у поле, на залізничні колії, дах, столичний міст.

### Знімальна команда
- Режисер — Олег Борщевський
- Сценарій — Олег Борщевський
- Продюсер — Ігор Марон, Лідія Аксеніч
- Оператор — Дмитро Перетрутов

### У головних ролях
- Анна Сирбу
- Дмитро Рибалевський
- Олег Савкін
- Антон Байбаков

### Факти
- За три знімальні дні відзняли більше 15 локації та 5 сцен кохання.
- Еротика у фільмі є лише засобом, а не основною суттю, пояснює режисер Олег Борщевський.
- Режисер «Німфо» відомий за короткометражними стрічками «Рука» та «Остання ніч грудня» з альманаху «Закохані у Київ». Після монтажу українське еротичне кіно поїхало штурмувати міжнародні кінофестивалі.
- Продюсерський супровід «Німфо» забезпечує кінокомпанія «Highlight Pictures», відома за фільмами «Закохані у Київ», «Синевир» і «Легка, мов пір'їнка»[6].

### Відзнаки
Стрічка брала участь у Канському кінофестивалі та Одеському кінофестивалі